# Repertorium Academicum Hungariae
A Repertorium Academicum Hungariae (röviden RAH), azaz Magyar Értelmiségi Adattár egy történelemtudományi kutatási projekt és ennek során létrehozott proszopográfiai adatbázis, amely a felsőfokú tanulmányokat végzett magyarországi (illetve a Magyarországon felsőfokú tanulmányokat végzett külföldi) diákok tanulmányi és életrajzi adatait tartalmazza.

## Célkitűzés
A projekt célkitűzése egy olyan adatbázis létrehozása, amely teljességre törekvően, egységes szerkezetben tartalmazza és elérhetővé teszi az interneten keresztül
1. egyrészt minden olyan magyarországi származású diák tanulmányi adatait, akik külföldi felsőoktatási intézményekbe iratkoztak a középkori kezdetektől 1850-ig;
2. másrészt mindazok tanulmányi adatait, akik 1850 előtt a történelmi Magyarországon működő felsőoktatási intézményekben tanultak a filozófia, teológia, jog, orvostudomány és egyes szaktudományok területén.

Az adatbázis gyűjtőterülete felöleli a történelmi Magyarország egész területét (beleértve Erdélyt és Horvátországot is). Felső időhatárát, az 1850. évet az indokolja, hogy a Leo Thun osztrák vallás- és közoktatásügyi miniszter által akkor bevezetett új tanulmányi rendszer a feudális korszak végét jelentette a magyarországi oktatásügyben, és egyben a felsőoktatást is átalakította, elsősorban azzal, hogy a filozófiai stúdium a középiskola tananyagának részévé vált. Viszont a Repertorium Academicum Hungariae projekt távolabbi céljai között szerepel a fentiekhez hasonló adatbázis készítése a magyarországi és külföldi felsőoktatásban résztvevő magyarországi személyekről az 1850 és 1918 közötti, illetve az 1918 és 1948 közötti időszakban is.
Az adatbázis alapvetően az oktatási intézményekben keletkezett forrásanyagok felhasználásával készült. Bár ezek egymástól néha jelentősen eltérnek, az adatbázis készítői arra törekedtek, hogy az adatokat egységes formában közöljék. Az adatok a forrásokhoz igazodva tartalmazzák az egyes diákok adatait: nevek, névváltozatok, életkor vagy születési dátum, származási vagy születési hely, vallás, társadalmi állás, nemzetiség, beiratkozás, elvégzett tanévek, ösztöndíjak, stb.

## Mintaképek
A Repertorium Academicum Hungariae legfontosabb mintaképe a Repertorium Academicum Germanicum nevet viselő német és svájci összefogással létrejött, 2007 és 2020 között működő projekt volt, amely a Német-római Birodalom határain belüli egyetemek jogi, teológiai vagy orvosi karjaira 1250 és 1550 között beiratkozott vagy ott (illetve a filozófiai karon) fokozatot szerzett hallgatók (összesen nagyjából 62 000 személy) adatait gyűjtötte össze. Hasonló adatbázisok készültek – többek között – Krakkóban és Perugiában is.

## A külföldi egyetemjárás (peregrináció) adattára

### Kutatástörténeti előzmények
A külföldi egyetemjárás, a peregrináció kutatása a művelődéstörténet-írás régóta kedvelt területe, főként Közép-Európában, ahol sok nemzet történetében évszázadokon keresztül a peregrináció volt az egyetemi szintű képzés egyetlen lehetősége, és ezért kikerülhetetlenül fontos szerepet játszott a nemzeti értelmiség, a politikai és gazdasági, és művészeti élet vezető rétegének kialakulásában.
Magyarországon Ábel Jenő budapesti egyetem professzor szerkesztésében, a Magyar Tudományos Akadémia Irodalomtörténeti Bizottsága 1890-ben megindította a Magyarországi tanulók külföldön című sorozatot, amelyben két év alatt négy kötet jelent meg a jénai, bécsi és krakkói egyetemek magyarországi diákjairól Mokos Gyula, illetve Schrauf Károly összeállításában. Más egyetemek azonban már nem kaptak helyet a rövid életű sorozatban, pedig azokra is szükség lett volna. „Szellemi életünk fejlődéstörténete szempontjából megbecsülhetetlen értékű volna egy ilyen tartalmú rendszeres gyűjtemény” – zárta 1927-ben Lukinich Imre a magyar egyetemjárásról írt rövid tanulmányát.

### AMagyarországi diákok egyetemjárása az újkorbankönyvsorozat
Az újkori külföldi egyetemjárás adatainak módszeres összegyűjtése csak az 1990-as évek elején kezdődött meg az ELTE Egyetemi Levéltárában, Szögi László irányításával. Több mint két  évtized során 27 európai ország mintegy 250 felsőoktatási intézményének könyvtári és levéltári anyagát tekintetták át (a legtöbbet, szám szerint 87-et Németországban) és több, mint között 53 ezer magyarországi beiratkozást rögzítettek. A kutatás eredményeképpen jelent meg 1994 és 2018 között a Magyarországi diákok egyetemjárása az újkorban című sorozat 24 kötete és a Külföldi egyetemjárás (1789-1918) adatbázis.

### AMagyarországi diákok a középkori egyetemekenkönyvsorozat
Eközben az ELTE Levéltárában a 2000-es évek elején napirendre került a középkori magyarországi egyetemjárás elektronikus adattárának összeállítása. Elsőként a Magyarország szempontjából kiemelt fontosságú Bécsi Egyetem 1526 előtti adatainak újrafeldolgozására került sor, amelyet Szögi László igazgató fölkérésére Tüskés Anna végzett el, és 2008-ban jelent meg nyomtatásban, a Magyarországi diákok a középkori egyetemeken című új sorozatban. A munka 2013-tól a MTA-ELTE Egyetemtörténeti Kutatócsoportjának keretében folyt tovább, amely 2016 és 2019 további három kötet kiadásával tette teljessé a sorozatot. Ezek a kiadványok az egyetemi források adatainak közlésén túl a peregrinusok további magyarországi  karrierjének vizsgálatára is vállalkoztak, amennyiben az a fönnmaradt levéltári és egyéb forrásokból lehetséges volt.
| kötet | cím, szerző, kiadási hely és idő | elektronikus elérhetőség |
| ----- | --- | ------------------------ |
| 1.    | Magyarországi diákok a bécsi egyetemen = Students from Hungary at the University of Vienna 1365-1526 / Tüskés Anna, Budapest, 2008. | REAL                     |
| 2/I.  | Magyarországi diákok a prágai és a krakkói egyetemeken = Students from Hungary at the universities of Prague and Krakow, 1348-1525 [I: Bevezető tanulmányok] / Haraszti Szabó Péter, Kelényi Borbála, Szögi László, Budapest, 2016.                                          | REAL                     |
| 2/II. | Magyarországi diákok a prágai és a krakkói egyetemeken, 1348-1525 = Students from Hungary at the universities of Prague and Krakow, 1348-1525, [II: Adattár] / Haraszti Szabó Péter, Kelényi Borbála, Szögi László, Budapest, 2017.                                          | REAL                     |
| 3.    | Magyarországi diákok francia, angol, itáliai és német egyetemeken a középkorban = Students from Hungary at the Universities of France, England, Italy And Germany in the Middle Ages 1100-1526 / Haraszti Szabó Péter, Kelényi Borbála, szerk. Szögi László, Budapest, 2019. | REAL                     |

## A magyarországi felsőoktatás hallgatóinak adattára

### Kutatástörténet
Az egyetemek hallgatói névsorainak retrospektív, nyomtatott módon való publikálása sok európai országban már a 19. század közepén megkezdődött, így például Wittenbergben 1841-től1887-től, Lipcsében 1895-től. Egyes magyarországi akadémiák és líceumok is adtak ki olyan emlékkönyveket, már 1918 előtt, amelyek hallgatói névsorokat is közöltek. IIyenek találhatók például győri, nagyváradi és egri jogakadémiák történetéről szóló kötetekben.
Teljes intézmények hallgatói névsorainak kiadására csak közel száz év múlva vállalkozott ismét a Szegedi Egyetem Régi Magyar Irodalmi Tanszéke, a Keserű Bálint által szerkesztett  Fontes Rerum Scholasticarum címet viselő sorozatban, amelyben a peregrinációval kapcsolatos koraújkori források kiadása mellett a szatmári, valamint a marosvásárhelyi és székelyudvarhelyi református kollégiumok hallgatói névsorát is közölték
Eközben az Eötvös Loránd Tudományegyetem Levéltárában is hasonló adatgyűjtés kezdődött, elsősorban saját egyetemének hallgatóiról, de a levéltárban kiadásában jelentek meg kolozsvári, nagyváradi és pozsonyi akadémiák hallgatói névsorai is, amelyeket Varga Júlia, illetve (utóbbi) Novák Veronika gyűjtött össze. Előbbiek a Fejezetek az Eötvös Loránd Tudományegyetem történetéből című egyetemtörténeti sorozatban, utóbbiak pedig Felsőoktatási Pedagógiai Kutatóközpont által 1969-ben megindított, de 1988 után szünetelő Felsőoktatástörténeti kiadványok című könyvsorozat új sorozatában jelentek meg, 2000-től kezdve.
A hallgatói névtárak készítésének a fentiekkel egyidejű, harmadik vonulatát azok a református kollégiumok jelentették, amelyek saját maguk állították össze és tették közzé egykori diákjaik névsorát, elsőként Sárospatakon (Hörcsik Richárd, Dienes Dénes, 1998), majd Máramarosszigeten (Balogh Béla, 2000), Pápán (Köblös József és munkatársai, 2006) és Debrecenben (Szabadi István szerkesztésében, 2013).
A kutatást új szintre emelte, hogy 2013-ban Budapesten, az ELTE Levéltárában létrejött  az MTA által támogatott együttműködésével az MTA-ELTE Egyetemtörténeti Kutatócsoport. Három munkacsoportja közül az egyik, Draskóczy István egyetemi tanár vezetésével a középkori magyar egyetemjárás egységes adatbázisán, egy másik pedig [Szögi László vezetésével a magyarországi felsőfokú oktatási intézmények 1850 előtti hallgatói adatbázisának elkészítésén dolgozott. Utóbbi munkacsoport 2017-ig digitális formában összegyűjtötte az elérhető forrásanyag nagyobbik részét, és ezek alapján 93 intézmény közül 70-ből az adatbázist is elkészítette, amely mintegy 200 ezer beiratkozás adatait jelentette.

### Nyomtatásban megjelent adattárak városonként
| város            | oktatási szak | évkör     | kiadvány leírása | elektronikus elérhetőség |
| ---------------- | ------------- | --------- | --- | ------------------------ |
| Buda             | Ph            | 1713–1777 | Varga Júlia: A budai és pesti felsőoktatás intézményeinek hallgatói 1713-1784, Budapest, 2022 (FKÚ 25; Budapest történetének forrásai 15). |                          |
| Debrecen         | Ph, Th        | 1588–1850 | Intézménytörténeti források a Debreceni Református Kollégium Levéltárában I–II, szerk. Szabadi István, Farkas Zsolt, Németh Irén, 2013. | TREL                     |
| Eger             | Ph, J, Th     | 1713–1852 | Kmety Adrien–Szögi László: Az egri felsőoktatás intézményeinek hallgatói 1713-1852, Eger, 2021 (FKÚ 24; Eszterházy Károly püspök és kora 2). | uni-eszterhazy.hu        |
| Eperjes          | Ph, Th        | 1667–1850 | Durovics Alex–Kónya Péter: Az Eperjesi Kollégium felsőfokú hallgatói / Študenti vyšších tried Prešovského Kolégia 1667–1850, Budapest, 2015 (FKÚ 11). | REAL                     |
| Győr             | Ph, J         | 1719–1852 | Juhász Réka Ibolya: A győri felsőoktatás intézményeinek hallgatói 1719-1852, Budapest, 2017 (FKÚ 13). | REAL                     |
| Gyulafehérvár    | Th            | 1753–1783 | Varga Júlia, A kolozsvári jezsuita gimnázium és akadémia hallgatósága 1641–1773 (1784), Budapest, 2007 (FKÚ 6), 353–360 |                          |
| Kassa            | Ph, J, Th     | 1776–1852 | Juhász Réka–Kmety Adrien: A kassai felsőoktatás intézményeinek hallgatói 1776–1852, Budapest, 2018 (FKÚ 16). | REAL                     |
| Késmárk          | Ph, Th        | 1771–1850 | Durovics Alex: Evangélikus líceumok felsőfokú hallgatói 1771-1850, Budapest, 2020 (FKÚ 21), 44-234 | REAL                     |
| Kolozsvár        | Ph, J, M      | 1784–1848 | Varga Júlia, A kolozsvári királyi líceum hallgatósága 1784–1848, Budapest, 2000 (FKÚ 1). |                          |
| Kolozsvár        | Ph            | 1698–1786 | Varga Júlia, A kolozsvári jezsuita gimnázium és akadémia hallgatósága 1641–1773 (1784), Budapest, 2007 (FKÚ 6). |                          |
| Lőcse            | Ph, Th        | 1801-1849 | Durovics Alex: Evangélikus líceumok felsőfokú hallgatói 1771-1850, Budapest, 2020 (FKÚ 21), 235-316. | REAL                     |
| Máramarossziget  | Ph, J         | 1682-1851 | Balogh Béla: A máramarosszigeti református líceum diáksága. 1682-1851, Debrecen, 2000 (Editiones Archivi Districtus Reformatorum Transtibiscani, 8). | TREL                     |
| Marosvásárhely   | Ph, Th        | 1653-1848 | Tonk Sándor: A Marosvásárhelyi Református Kollégium diáksága, 1653-1848, Szeged, 1994 (Fontes Rerum Scholasticarum, 6). | MEK SZTE                 |
| Mezőberény       | Ph, Th        |           | Lásd: Szarvas |                          |
| Nagyszombat      | Ph, Th        | 1635–1701 | Matricula Universitatis Tyrnaviensis 1635-1701, s. a. rend. Zsoldos Attila, Budapest, 1990 (FELTE 11). | Hungaricana              |
| Nagyszombat      | Ph, Th        | 1635-1777 | Bognár Krisztina–Kiss József Mihály–Varga Júlia: A Nagyszombati Egyetem fokozatot szerzett hallgatói, 1635-1777, Budapest, 2002 (FELTET, 25.) | Hungaricana              |
| Nagyszombat      | Th            | 1635-1773 | Kádár Zsófia–Kiss Beáta–Póka Ágnes, A Nagyszombati Egyetem teológiai karának hallgatósága, 1635-1773, Budapest, 2011 (FELTE 26; Varia theologica, 3). | Hungaricana              |
| Nagyszombat      | Th            | 1635–1711 | Kmety Adrien–Szögi László–Varga Júlia: A Nagyszombati Egyetem bölcsész és teológus növendékei 1635-1711, I-II, Esztergom, 2021. |                          |
| Nagyszombat      | Th            | 1802–1850 | Szögi László: A nagyszombati érseki líceum és a papi szemináriumok növendékei 1802-1850, Esztergom, 2021. |                          |
| Nagyvárad        | Ph, J, Th     | 1740–1852 | Szögi László–Varga Júlia: A nagyváradi felsőoktatás intézményeinek hallgatói 1740-1852, Budapest, 2019 (FKÚ 18). |                          |
| Pápa             | Ph, Th        | 1585-1861 | A Pápai Református Kollégium diákjai, 1585-1861, szerk. Köblös József, Pápa, 2006 (A Pápai Református Gyűjtemények kiadványai, Forrásközlések, 9). | Hungaricana              |
| Pécs             | Ph, J         | 1782–1852 | Szögi László: A pécsi felsőoktatás intézményeinek hallgatói (1714) 1782-1852, Pécs, 2016 (FKÚ. 12; Pécsi Egyetemi Könyvtár kiadványai 15). |                          |
| Pest             | Ph            | 1752–1784 | Varga Júlia: A budai és pesti felsőoktatás intézményeinek hallgatói 1713-1784, Budapest, 2022 (FKÚ 25; Budapest történetének forrásai 15). |                          |
| Pozsony          | Ph, J         | 1777–1849 | M. Novák Veronika, A Pozsonyi Jogakadémia hallgatósága / Poslucháči kráľovskej akadémie v Bratislave[!] 1777–1849, Budapest, 2007. |                          |
| Pozsony          | Ph, Th        | 1714–1851 | Durovics Alex–Keresztes Veronika: A pozsonyi Evangélikus Líceum felsőfokú hallgatói 1714–1851, Budapest, 2018 (FKÚ 15). | REAL                     |
| Rozsnyó          | Ph, Th        | 1814–185  | Szögi László: A rozsnyói felsőoktatás intézményeinek hallgatói 1814-1852, Budapest 2019 (FKÚ 19). |                          |
| Sárospatak       | Ph, Th        | 1617–1777 | Hörcsik Richárd: A sárospataki református kollégium diákjai 1617–1777, Sárospatak, 1998. |                          |
| Selmecbánya      | Ph, Th        | 1826-1849 | Durovics Alex: Evangélikus líceumok felsőfokú hallgatói 1771-1850, Budapest, 2020 (FKÚ 21), 317-358. | REAL                     |
| Sopron           | Ph, Th        | 1789-1850 | Durovics Alex: Evangélikus líceumok felsőfokú hallgatói 1771-1850, Budapest, 2020 (FKÚ 21), 359-468 | REAL                     |
| Szarvas          | Ph            | 1802-1850 | Durovics Alex: Evangélikus líceumok felsőfokú hallgatói 1771-1850, Budapest, 2020 (FKÚ 21), 469-501. | REAL                     |
| Szatmár          | Ph, Th        | 1610-1852 | Bura László: Szatmári diákok, 1610-1852 [ref. kollégium 1610–1852, kat. gimnázium 1810–1843], Szeged, 1994 (Fontes Rerum Scholasticarum, 5). | MEK digiteka.ro SZTE     |
| Szatmár          | Ph, Th        | 1804–1852 | Szögi László: A Szatmárnémeti R.K. Bölcsészeti Líceum és a Püspöki Szeminárium hallgatói 1804-1852, Szatmárnémeti, 2018. | REAL                     |
| Szeged           | Ph            | 1792–1850 | Szögi László: A szegedi bölcsészeti líceum hallgatói 1792–1850, Budapest, 2023 (FKÚ 29). |                          |
| Székelyudvarhely | Ph, Th        | 1670-1871 | Székelyudvarhely református és katolikus diáksága, 1670-1871, s. a. rend. Albert Dávid, Máté Ágnes, Szeged, 2005 (Fontes Rerum Scholasticarum, 8). | MEK                      |
| Szenc            | Oe            | 1764-1780 | Hegyi Ferenc SchP: A piarista rend és a műszaki-gazdasági szakoktatás kezdetei Magyarországon, s. a. rend. Koltai András és Szekér Barnabás, Budapest, 2016 (Magyarország piarista múltjából, 10), 237-266; Szekér Barnabás, Kezdet és vég: Kiegészítés a Collegium Oeconomicum intézménytörténetéhez in Az Esterházyak fraknói ifjabb ága / Mladšia Fraknovská Línia Esterházyovcov, szerk. Stresnák Gábor, Szenc, 2017, 334-357. | PMKK                     |
| Szombathely      | Ph, Th        | 1790–1852 | Kmety Adrien–Szögi László: A szombathelyi felsőoktatás intézményeinek hallgatói 1790–1852, Budapest, 2023 (FKÚ 26). |                          |
| Tata             | Oe            | 1776-1780 | Lásd: Szenc |                          |
| Tata             | Ph            | 1765-1780 | Hegyi Ferenc SchP: A piarista rend és a műszaki-gazdasági szakoktatás kezdetei Magyarországon, s. a. rend. Koltai András és Szekér Barnabás, Budapest, 2016 (Magyarország piarista múltjából, 10), 266-278. | PMKK                     |
| Temesvár         | Ph, Th        | 1804–1852 | Szögi László: A temesvári felsőoktatás intézményeinek hallgatói 1804-1852, Budapest, 2018 (FKÚ 17). | REAL                     |
| Zágráb           | Ph, J, Th     | 1776–1852 | Durovics Alex–Szögi László: A zágrábi felsőoktatás intézményeinek hallgatói 1776-1852, Budapest, 2019 (FKÚ 20). | EDIT                     |

Szakok rövidítései: J = jog; M = orvostudomány; Oe = gazdaság (kamarai tudományok); Ph = filozófia (bölcsészet); Th = teológia (hittudomány)

Könyvsorozatok rövidítései: FELTET = Fejezetek az Eötvös Loránd Tudományegyetem történetéből; FKÚ= Felsőoktatástörténeti kiadványok, Új sorozat

## Kapcsolódó oldalak
- Magyarországi diákok egyetemjárása az újkorban
- Repertorium Academicum Germanicum

## Külső hivatkozások
- Repertorium Academicum Hungariae (RAH projekt) oldala
- MTA-ELTE Egyetemtörténeti Kutatócsoport honlapja
- Repertorium Academicum Germanicum (RAG)
- Repertorium Academicum Helveticum